# Kurundvad
Kurundvad é uma cidade  no distrito de Kolhapur, no estado indiano de Maharashtra.

## Demografia
Segundo o censo de 2001, Kurundvad tinha uma população de 21 325 habitantes. Os indivíduos do sexo masculino constituem 51% da população e os do sexo feminino 49%. Kurundvad tem uma taxa de literacia de 75%, superior à média nacional de 59,5%: a literacia no sexo masculino é de 82% e no sexo feminino é de 68%. Em Kurundvad, 12% da população está abaixo dos seis anos de idade.